# Catherine M. Abate
Catherine M. Abate (Atlantic City, 8 de diciembre de 1947-Nueva York, 17 de mayo de 2014) fue una senadora estadounidense del Estado de Nueva York. También fue ex comisionada del Departamento de Corrección de la ciudad de Nueva York.

## Primeros años
Abate nació dentro de una familia de ascendencia italiana. Su padre era Joseph Abate, un antiguo miembro de la familia Lucchese. Nació el 8 de diciembre de 1947 en Atlantic City, Nueva Jersey. Recibió su licenciatura del Vassar College en 1969 y su título de abogada de la Facultad de Derecho de la Universidad de Boston en 1972. Después de graduarse, atrajo la atención por su trabajo como joven abogada en la Legal Aid Society de Nueva York.

## Carrera
El gobernador de Nueva York, Mario Cuomo, la nombró subcomisionada ejecutiva de la División Estatal de Derechos Humanos. En 1988, fue nombrada para presidir la Junta de Víctimas del Crimen del estado. Ella era abogada en Nueva York y fue directora de capacitación en la división de defensa criminal. También forma parte del Grupo de Trabajo del Gobernador sobre Violación y Agresión Sexual. En 1992, el entonces alcalde de la ciudad de Nueva York, David Dinkins, nombró a Abate comisionado de la ciudad para el Departamento de Correccionales. La demócrata nacida en Nueva Jersey cumplió dos mandatos (1995-1999), en representación de un distrito de Manhattan. En 1998, renunció a su puesto para postularse para fiscal general del Estado de Nueva York. Abate perdió las primarias demócratas ante Eliot Spitzer. Después de dejar la política, pasó quince años trabajando como presidenta / directora ejecutiva de Community Healthcare Network.

## Fallecimiento
Abate falleció el 17 de mayo de 2014, a los 66 años, en el Hospital Bellevue a causa del cáncer de útero que padecía.